# Philocrate
Philocrate est un orateur plénipotentiaire athénien du IVe siècle av. J.-C., ennemi politique de Démosthène et allié d’Eschine. 

## Biographie
Avant même la chute d'Olynthe, capitale de la Ligue chalcidienne, le roi de Macédoine, Philippe II, a proposé la paix à Athènes ; en réponse, Philocrate fait voter un décret autorisant le roi de Macédoine à envoyer des hérauts. Démosthène est associé depuis le début aux entreprises de Philocrate, et en 346 av. J.-C., deux ans après la prise d’Olynthe, il est chargé de rédiger la paix de Philocrate. Philocrate n'est pas l’instigateur du traité : avec Euboulos et Eschine, il fait partie des ambassadeurs qui négocient la paix avec Philippe. Le 12 mars de cette année a lieu le congrès panhellénique de Pella sur proposition de Philocrate. Un peu plus tard a lieu une deuxième ambassade athénienne à Pella ; le roi de Macédoine, occupé en Thrace, la fait attendre jusqu’au 17 juin. Philippe ratifie la paix de Philocrate, négociée par Eschine, et prête serment à Phères, alors qu’il s’apprête à marcher sur les Thermopyles. Après le désastre d'Olynthe, Athènes est forcée de signer la paix avec Philippe. 
Au début de l’année 343, Philocrate est accusé de haute trahison par Hypéride, quitte Athènes et est condamné à mort par contumace.